# Сігіда Олександр Іванович
Сігіда Олександр Іванович  (* 24 лютого 1963) — російськомовний поет, філософ, проросійський громадський діяч. Засновник літературного угруповання СТАН. З 2014 засновник та член правління так званого «Союзу письменників ЛНР». Український колаборант з РФ, що підтримав окупацію сходу України Росією.

## Життєпис
Народився 24 лютого 1963. Літературну діяльність розпочав 1982 р. Під час військової служби в Берліні рядками «устал, как будто выучил устав…». Учасник фестивалів у Києві, Харкові, Коктебелі, Сімеїзі, Дніпрі та багатьох інших.
Організатор Луганських фестивалів «Элита» («Еліта»), «Кочующие поэты» («Поети, що кочують»). Координатор фестивалю «Краснодонские горизонты» («Краснодонські горизонти»). Ввів культурологічний термін Далекий Схід України.
Проживає в селищі Атамановка Луганської області.

## Членство в спілках
З 1994. — член Міжнародного співтовариства письменницьких спілок;
У 1999 році заснував літературне угруповання СТАН.
З 2004 — член Спілки письменників Росії;
Член Східноукраїнської письменницької організації імені В. Даля;
Член редколегії журналу «Северский Донец» («Сіверський Донець»).
З 2014 — учасник та член правління так званого «Союзу письменників ЛНР».

## Творчість
- «Путешествие» («Подорож»)

- «Каменный угол» («Кам'яний кут»)

- «Непочатый край» («Непочатий край»)

- «Легенда к карте» («Легенда до карти»)

- «Ключевые слова» («Ключові слова»)

## Нагороди
- Лауреат премії ім. М. Матусовського;

- Лауреат фестивалю «Веничкина радуга» («Венічкіна веселка») (м. Свердловськ);

- «Пушкинское кольцо» («Пушкінське кільце») (Черкаси — Умань).

Олександр Сігіда та Юрко Покальчук, 2007